# Ajuga forrestii
Ajuga forrestii là một loài thực vật có hoa trong họ Hoa môi. Loài này được Diels mô tả khoa học đầu tiên năm 1912.